# Danimarca ai Giochi della VIII Olimpiade
La Danimarca partecipò ai Giochi della VIII Olimpiade, svoltisi a Parigi dal 4 maggio al 27 luglio 1924,
con una delegazione di 89 atleti, di cui 11 donne, impegnati in 13 discipline,
aggiudicandosi 2 medaglie d'oro, 5 medaglie d'argento e 3 medaglie di bronzo.

## Medagliere

### Per discipline
| Sport       | Oro | Argento | Bronzo | Totale |
| ----------- | --- | ------- | ------ | ------ |
| Pugilato    | 1   | 2       | 0      | 3      |
| Scherma     | 1   | 0       | 1      | 2      |
| Vela        | 0   | 1       | 0      | 1      |
| Ciclismo    | 0   | 1       | 0      | 1      |
| Equitazione | 0   | 1       | 0      | 1      |
| Tiro        | 0   | 0       | 1      | 1      |
| Totale      | 2   | 5       | 2      | 9      |

### Medaglie
| Medaglia | Atleta                                   | Sport       | Evento                         |
| -------- | ---------------------------------------- | ----------- | ------------------------------ |
| Oro      | Hans Nielsen                             | Pugilato    | Pesi leggeri                   |
| Oro      | Ellen Osiier                             | Scherma     | Fioretto individuale femminile |
| Argento  | Willy Falck Hansen Edmund Hansen         | Ciclismo    | Tandem                         |
| Argento  | Frode Kirkebjerg                         | Equitazione | Concorso completo individuale  |
| Argento  | Thyge Petersen                           | Pugilato    | Pesi mediomassimi              |
| Argento  | Søren Petersen                           | Pugilato    | Pesi massimi                   |
| Argento  | Vilhelm Vett Knud Degn Christian Nielsen | Vela        | 6 metri                        |
| Bronzo   | Grete Heckscher                          | Scherma     | Fioretto individuale femminile |
| Bronzo   | Niels Larsen                             | Tiro        | Fucile a terra individuale     |